# 푸른 빛
푸른 빛(The Blue Light, Das Blaue Licht)은 독일에서 제작된 레니 리펜슈탈 감독의 1932년 다큐멘터리 영화이다. 레니 리펜슈탈 등이 주연으로 출연하였고 레니 리펜슈탈 등이 제작에 참여하였다.

## 출연

### 주연
- 레니 리펜슈탈
- 마티아스 위맨

## 제작진
- 원작자: Gustav Renker
- 미술: Leopold Blonder